# The Wolf Man (film fra 1924)
The Wolf Man er en amerikansk stumfilm fra 1924 instrueret af Edmund Mortimer.

## Medvirkende
- John Gilbert som Gerald Stanley
- Norma Shearer som Elizabeth Gordon
- Alma Francis som Beatrice Joyce
- George Barraud som Lord Rothstein
- Eugene Pallette som Pierre
- Edgar Norton som Sir Reginald Stackpoole
- Thomas R. Mills som Caulkins
- Max Montisole som Phil Joyce